# Palazzo Diomede Carafa
El Palazzo Diomede Carafa, también conocido como Palazzo Santangelo o Santagelo Carafa, es un palacio monumental de Nápoles, Italia. De estilo renacentista, fue construido en el siglo XV por la voluntad de Diomede Carafa y está ubicado en Spaccanapoli, en pleno centro histórico de la ciudad.

## Historia

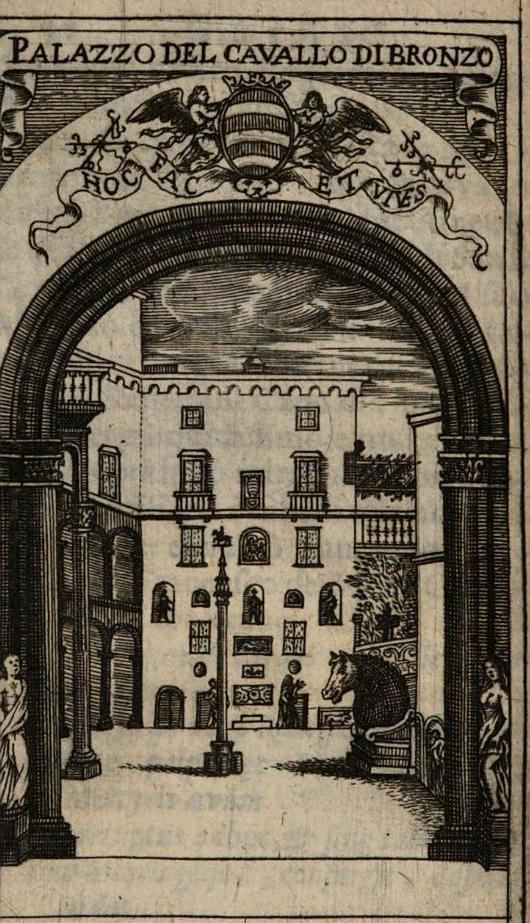
El patio del palacio en un dibujo de Antonio Bulifon,1685.

El palacio fue edificado en el siglo XV por el escritor y político Diomede Carafa, primer conde de Maddaloni, con el propósito de albergar varios hallazgos de la antigüedad encontrados en Nápoles, reconstruyendo un edificio preexistente de época medieval, probablemente perteneciente a la misma familia Carafa y, según Bernardo de' Dominici, diseñado por Masuccio Primo. La reconstrucción terminó en 1466 y está testimoniada por una epígrafe en latín colocada en el patio de honor. Existe controversia sobre la identidad del arquitecto; según una hipótesis, el palacio fue proyectado por Angelo Aniello Fiore, autor del Palazzo Petrucci (que presenta algunas analogías con el Palazzo Diomede Carafa), quien colaboró durante mucho tiempo con la familia Carafa, también realizando su sepulcro familiar en la Basílica de Santo Domingo Mayor.
El palacio pasó al hijo de Diomede y posteriormente, como los condes de Maddaloni no tuvieron herederos, vino a ser propiedad de otra rama de la familia, los Carafa di Colubrano; éstos lo hicieron reestructurar, devolviéndolo a su antigua gloria tras años de abandono. Después de la muerte de la científica Faustina Pignatelli, esposa del poeta Francesco Domenico Carafa, el palacio cayó de nuevo en el olvido hasta que, en 1815, fue adquirido por la familia Santangelo, que lo hicieron un museo privado.

## Descripción
El edificio es un "palacio de bloque" sin particiones verticales, totalmente recubierto de almohadillas de toba volcánica amarilla y piedra gris alternadas, de gusto aún medieval. La fachada se caracteriza por las ventanas con entablamento del segundo piso noble y por la gran portada cuadrada de mármol blanco, típico del Renacimiento napolitano y parecido a la del Palazzo Petrucci. La portada presenta una corona redonda con hojas de laurel sobresaliendo fuera de la parte plana del arquitrabe, mientras que más arriba, en la sección central del entablamento, se encuentran frisos llevando los símbolos de la familia Carafa, los blasones familiares y la estátera, los cuales también están representados en los doce batientes de la puerta de madera (siglo XIV); en las esquinas interiores de la portada se encuentran dos ángeles sosteniendo el escudo de la familia. El entablamento gravita sobre ménsulas laterales y sostiene unos bustos que representarían a los emperadores Claudio y Vespasiano; en el centro, se encuentra una hornacina con una estatua de Hércules. En los dos vértices altos del edificio están tallados los rostros de Diomede Carafa y de su esposa, en las esquinas de la fachada principal.
El interior albergaba un número considerable de estatuas y relieves que decoraban las paredes del patio y de la escalera: de estos sólo quedan algunos frisos a lo largo de la escalera y el escudo familiar en la parte de arriba de la pared trasera, por debajo del cual se encuentran los restos de un fresco en una hornacina. En el lado izquierdo del patio, tras el vestíbulo, se abre la escalera de acceso, mientras que a lo largo de la fachada interior, bajo los revocos, se pueden notar los arcos de medio punto con columnas octógonales, elementos que se remontan al preexistente palacio medieval y del mismo estilo del patio del Castel Nuovo.
El patio alberga una copia en terracota de la "Cabeza de caballo de bronce", parte de un monumento ecuestre que Donatello nunca terminó para el rey Alfonso V de Aragón. La escultura quedó en el patio hasta 1809, cuando el último príncipe Carafa di Colubrano la donó al Museo Arqueológico Nacional de Nápoles, reemplazando la versión original con la copia en terracota.

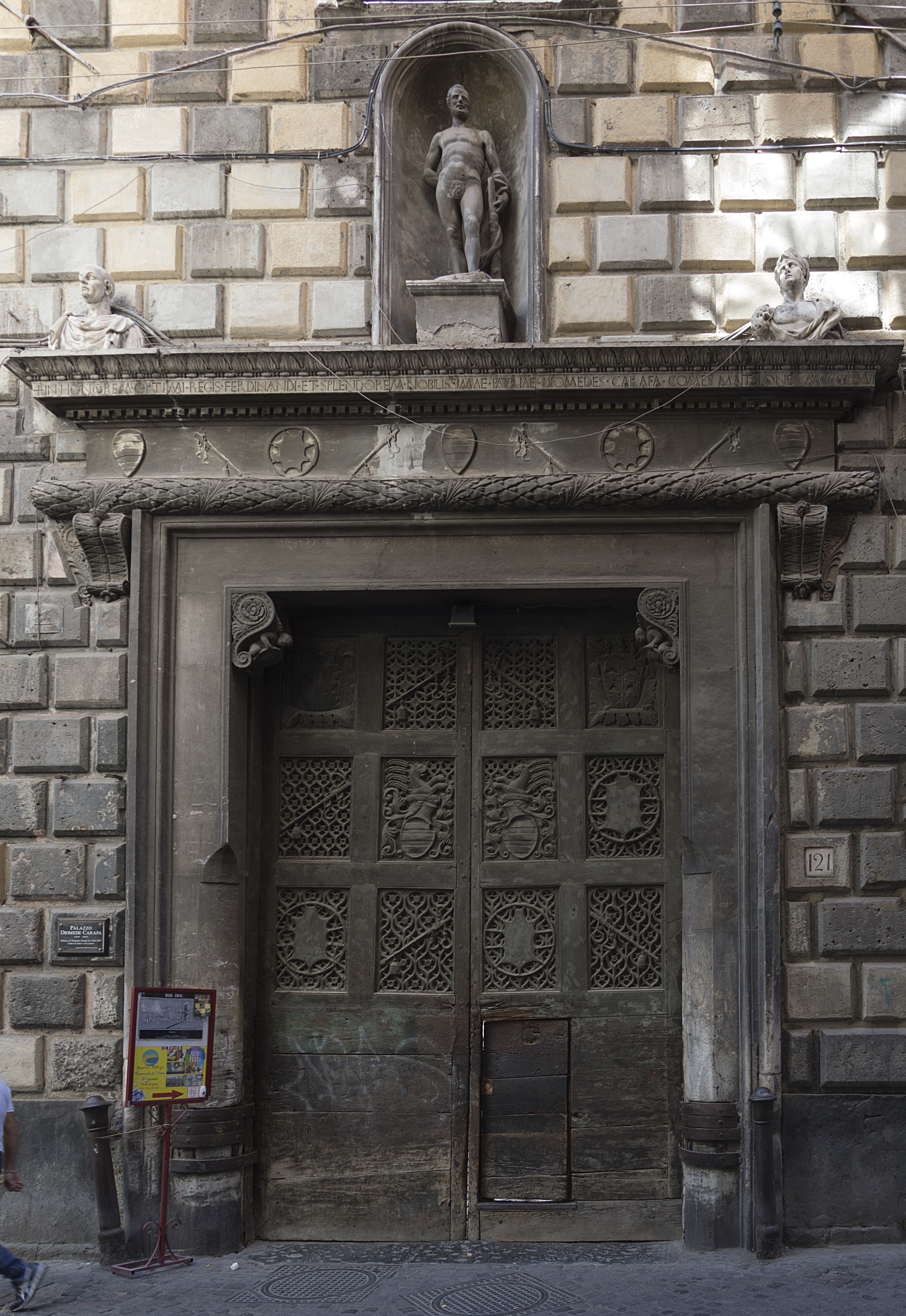
Portada.
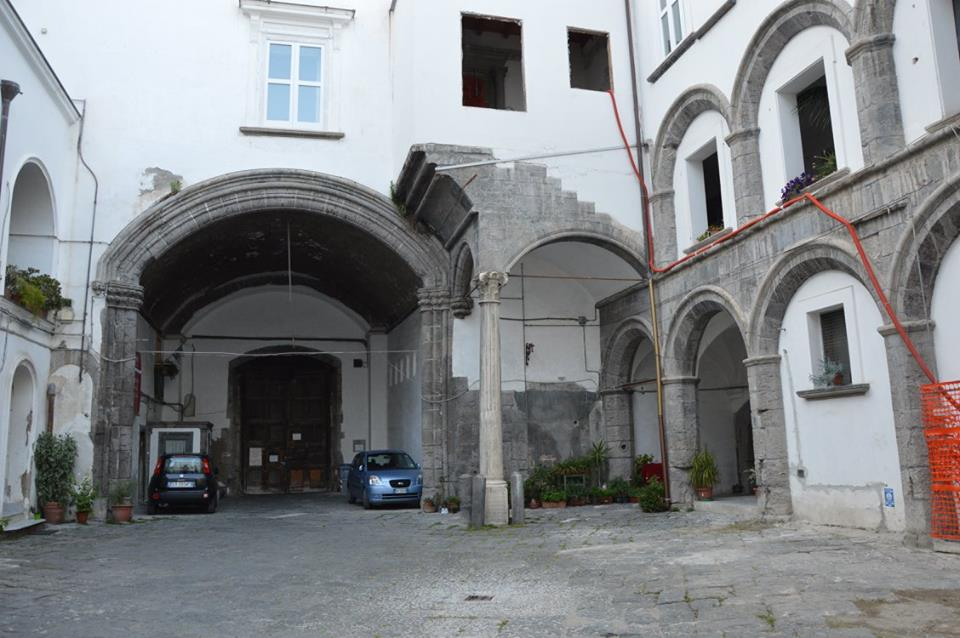
El patio hacia la portada.
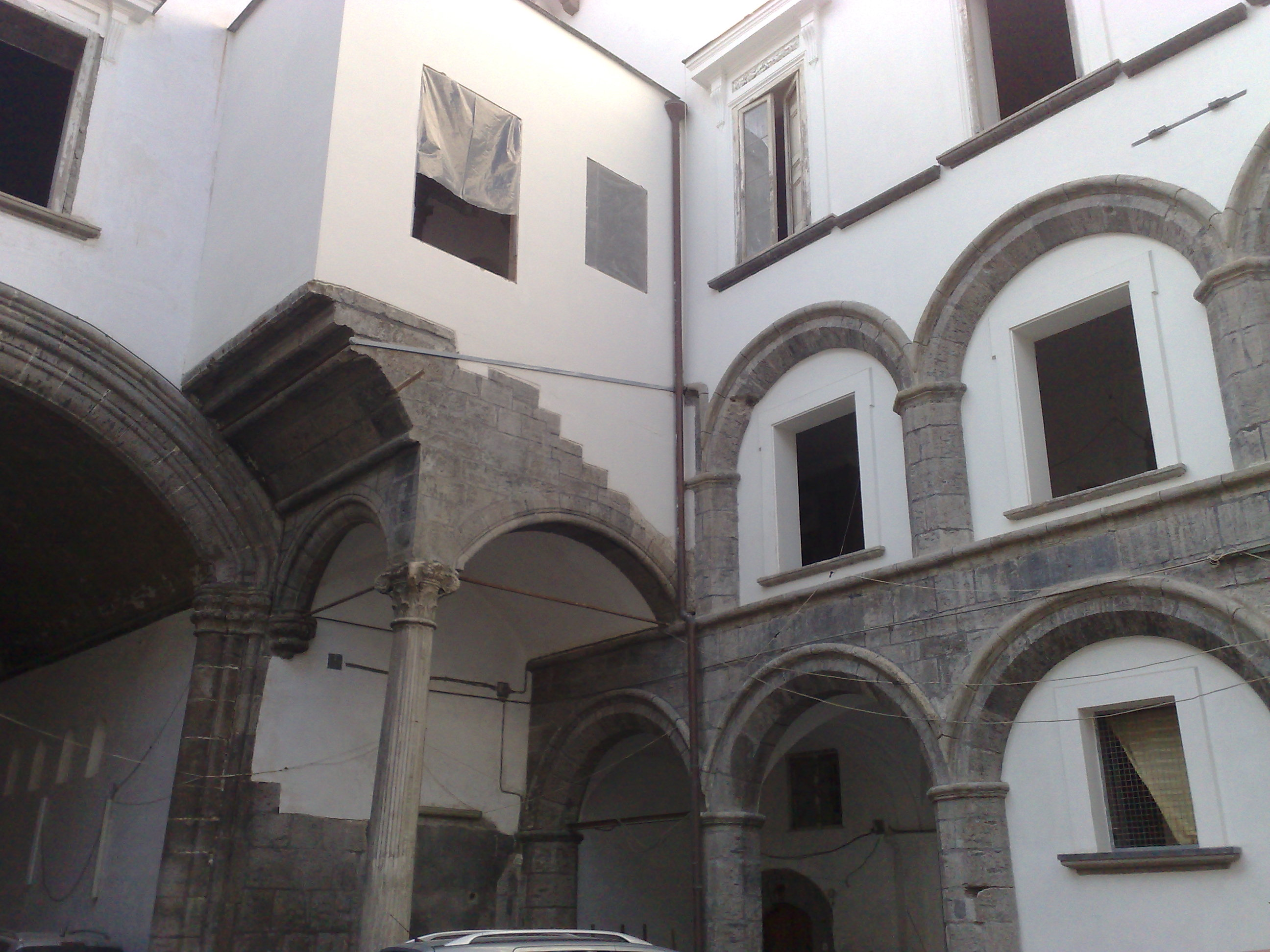
Arcos en el patio.
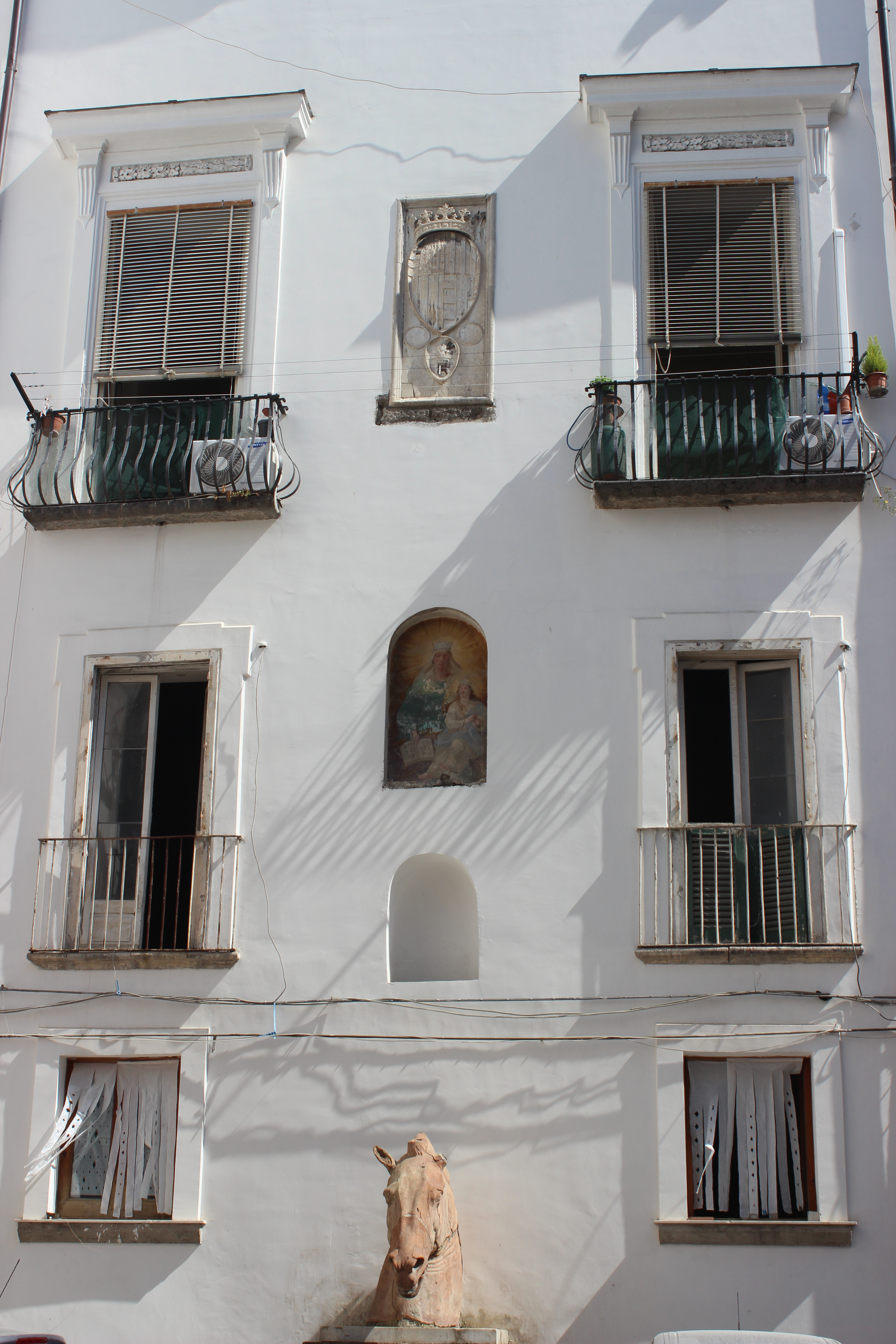
El patio hacia el lado trasero, con el escudo de la familia Carafa, el fresco y la cabeza del caballo.
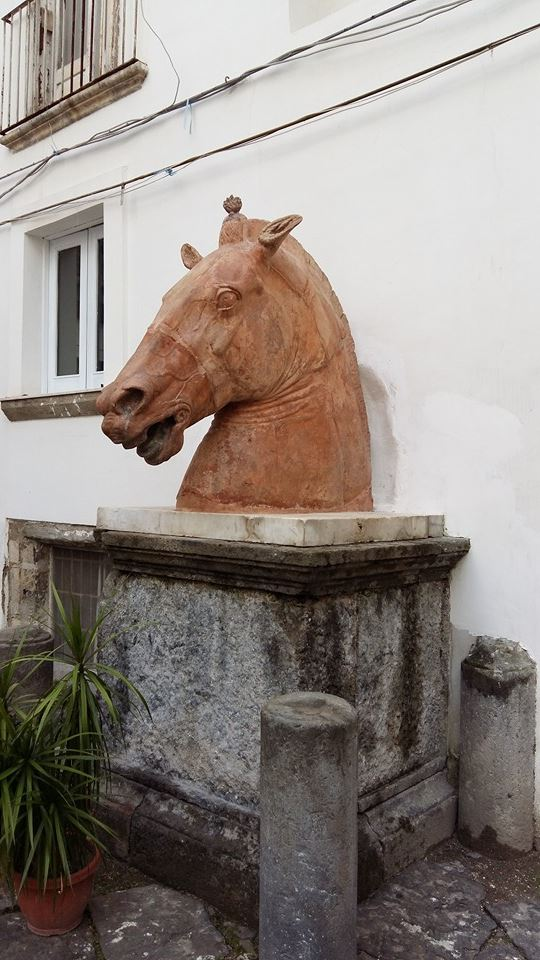
La cabeza del caballo en terracota.